# الخط الزمني للتدخل العسكري في اليمن
التدخل العسكري في اليمن أو العمليات العسكرية ضد الحوثيين هي عمليات عسكرية في اليمن من ائتلاف من عدة دول عربية بقيادة السعودية، بدأ تنفيذ ضربات جوية على الحوثيين في 25 مارس 2015،  تحت مسمى (عملية عاصفة الحزم). وقد بدأت العمليات استجابة لطلب من رئيس الجمهورية اليمنية عبد ربه منصور هادي بسبب هجوم الحوثيين على العاصمة المؤقتة عدن. التي فر إليها الرئيس هادي،  ومن ثم غادر البلاد إلى السعودية، وتستهدف غارات التحالف الحوثيين والقوات الموالية للرئيس السابق علي عبد الله صالح، الذي أطيح به في عام 2011 في ثورة الشباب اليمنية.

## 2015

### مارس

أماكن سيطرة وانتشار الحوثيين في اليمن 2014-2015

أعلنت قوات التحالف التي تقودها السعودية أن المجال الجوي اليمني منطقة محظورة،  وبدأت الضربات الجوية في 26 مارس مستهدفة قاعدة الديلمي الجوية في صنعاء ومخازن الطائرات والتسليح وكذلك مطار صنعاء الدولي، وكذلك معسكرات وألوية القوات الجوية والدفاع الجوي،  وكذلك رادار جبل النبي شعيب ومواقع الدفاع الجوي في جبال صنعاء ومحيطها،  وردت وحدات الدفاع الجوي من جميع الجبال المحيطة بصنعاء، محاولة صد الضربات الجوية. ووفقاً لمسؤولين سعوديين، دمرت الضربات أيضا عدداً من الطائرات الحربية. وفي جنوبي اليمن، استهدفت الضربة الأولى في 26 مارس مقر قاعدة العند الجوية في لحج[ ؟ ] والتي تبعد نحو 60 كم إلى الشمال من عدن والتي سيطر عليها الحوثيون يوم الأربعاء 25 مارس. والتي يتواجد فيها اللواء 90 طيران واللواء 39 طيران واللواء 201 واللواء 210 مشاة ميكا.
تحدثت تقارير عن مقتل 13 مدنياً في حي سكني قرب قاعدة الديلمي الجوية بعد أن دمرت الضربات الجوية سبعة منازل. وفي جنوبي اليمن، استهدفت الضربة الأولى في 26 مارس مقر قاعدة العند الجوية في لحج[ ؟ ] والتي تبعد نحو 60 كم إلى الشمال من عدن والتي سيطر عليها الحوثيون يوم الأربعاء 25 مارس. والتي يتواجد فيها اللواء 90 طيران واللواء 39 طيران واللواء 201 واللواء 210 مشاة ميكا. واستهدفت الغارات مواقع عسكرية في الضالع استولى الحوثيون على أغلبها في الأيام الماضية. وأيضاً معسكرات الصواريخ بصنعاء. وكذلك عدة مواقع للمعسكرات في تعز وصعدة.
وشهدت صنعاء في اليوم الثاني للحملة مظاهرة لآلاف الرافضين للتدخل ضد الحوثيون. وأستهدفت الغارات الجوية منذ بدايتها المعسكرات والقواعد العسكرية في صنعاء التابعة للحرس الجمهوري والقوات الخاصة  والجيش المؤيد لعلي عبد الله صالح. ومقر قيادة قوات الاحتياط جنوب صنعاء الذي يضم عدة معسكرات تابعة للحرس الجمهوري، وكذلك المعسكرات التي يسيطر عليها الحوثيون وأماكن تدريبهم وتمركزهم. وكذلك استهدفت الغارات في محافظة الحديدة قاعدة طارق الجوية التي يتواجد فيها اللواء 67 طيران واللواء 130 دفاع جوي ومطار الحديدة الدولي على البحر الأحمر غرب اليمن.
وتوسع نطاق الضربات في 27 مارس، مستهدفاً قاعدة اللواء 180 دفاع جوي في محافظة مأرب ما أسفر عن تدمير محطة رادار على بعد خمسة كيلومترات فقط من حقل صافر النفطي. ومعسكرات في أبين، وأيضاً استهدفت الغارات قاعدة طارق الجوية، شرقي محافظة تعز التي نقل إليها الحوثيون أسلحة وعتادا عسكرياً وطائرات في اليومين الماضيين. بالإضافة إلى مقر قيادة المنطقة العسكرية السادسة شمال صنعاء، ومقر القوات الخاصة ودار الرئاسة، ومعسكر قوات الأمن الخاصة (المركزي سابقا)، ومعسكر الصباحة غرب العاصمة، وتم قصف مخازن السلاح في جبل نقم شرق صنعاء. وأيضاً معسكر ألوية الصواريخ بفج عطان. وشنت طائرات التحالف ضربات جوية على معسكر اللواء 63 مشاة في جبل الصمع في محيط صنعاء وأرحب[ ؟ ] شمال العاصمة. وأستهدفت الغارات مواقع للدفاع الجوي بميناء الصليف شمال غرب مدينة الحديدة،  ودمرت غارات طائرات التحالف مدرج مطار الحُديدة الدولي،  وكذلك شنت غارات جوية على معسكر اللواء 131 مشاة في منطقة كتاف بصعدة. وأغارت طائرات التحالف في 27 مارس على معسكر الصدرين التابع للواء 33 مدرع المؤيد لعلي عبد الله صالح في مريس بالضالع جنوب اليمن. ونفى المتحدث باسم الحملة أن الغارات تسببت في سقوط ضحايا مدنيين، قائلاً ان الضربات الجوية تنفذ بدقة.
استهدفت مدفعية الميدان وطيران القوات البرية المتمثل في مروحيات الأباتشي أرتالا وتحركات آليات ودبابات تابعة لمسلحي الحوثي في 28 مارس وذلك في المناطق المحاذية للحدود السعودية في منطقة نجران ومنطقة جيزان.
في وقت مبكر من صباح 28 مارس استهدفت الغارات معسكر ريمة حميد جنوب صنعاء التابع للرئيس السابق علي عبد الله صالح في مسقط رأسه سنحان. وكذلك مواقع دفاعات جوية وبطاريات صواريخ سام في قاعدة الديلمي الجوية، وللمرة الثالثة تعرض مجمع الرئاسي في صنعاء للقصف، واستخدم الحوثيون الأسلحة المضادة للطيران ضد مقاتلات التحالف. واستهدف القصف قيادة القوات الخاصة القريب من دار الرئاسة في صنعاء، وقصفت الطائرات أيضا قاعدة الديلمي التي شرع الحوثيون في إعادة تجهيزها. 
وشملت الغارات مقر كلية الطيران والدفاع الجوي وألوية الصواريخ في بفج عطان جنوب غرب صنعاء، وأستهدفت مخازن السلاح للقوات الخاصة بمنطقة الصباحة غربي صنعاء، ومخازن أخرى في جبل «نُقم» شرقيها، ، وأيضاً معسكر الخرافي التابع لقوات الاحتياط (الحرس الجمهوري سابقاً) شمال صنعاء، وموقع الصمع العسكري بمنطقة أرحب. ودمرت الغارات قافلة عسكرية للحوثيون تشمل دبابات ومدرعات متجهة من شقرة نحو عدن. وكذلك معسكر اللواء الثالث مشاة (الحرس الجمهوري سابقا) على خط مأرب[ ؟ ] صنعاء.
وفي اليوم الخامس للحملة 29 مارس واصلت الضربات الجوية استهداف مقر قيادة الحرس الجمهوري جنوب صنعاء،  ومحطة الكهرباء والغاز في صعدة، ومواقع عسكرية في «قِحْزَة» وجبل العين ووادي الجبال في صعدة، وأصابت الغارات مخازن للأسلحة في معسكر «كهلان». وكذلك معسكر «اللواء 65 دفاع جوي»، جنوبي المطار العسكري بمحافظة الحديدة على البحر الأحمر. ومنصة صواريخ الدفاع الساحلي بمدينة المخاء الساحلية التي يتواجد فيها باب المندب غرب محافظة تعز. واستهدف طيران التحالف في 29 مارس إمدادات لجماعة الحوثي في منطقة بيحان في محافظة شبوة جنوب اليمن.
وفي المساء هزت صنعاء انفجارات ناتجه عن قصف طيران التحالف لمعسكرات اللواء الخامس صواريخ واللواء السادس صواريخ اسكود التابعان لألوية الصواريخ في جبل «عطّان[ ؟ ]» جنوب غرب صنعاء، واستمرت الانفجارات في مخازن الأسلحة والصواريخ لأكثر من ساعة، وتطايرت قذائف وصواريخ مشتعله من المعسكر باتجاه الأحياء المحيطة بالمعسكر. وقال العميد أحمد عسيري[ ؟ ]، المتحدث باسم التحالف أن مدفعية الميدان وطيران القوات البرية المتمثل في مروحيات الأباتشي أستهدفت أرتالا وتحركات آليات ودبابات تابعة لمسلحي الحوثي في 28 مارس وذلك في المناطق المحاذية للحدود السعودية في منطقة نجران ومنطقة جيزان.
في 30 مارس، قتل 40 شخصا على الأقل بينهم أطفالاً ونساء وأصيب 200 بجروح،  في ضربة جوية استهدفت مخيم المرزق في مديرية حرض بمحافظة حجة الحدودية شمال اليمن،  وأستهدفت الغارات مطار عدن الدولي. وخلال قمة جامعة الدول العربية، أذنت حكومة الصومال لدول التخالف استخدام قواعدها العسكرية لمهاجمة الحوثيين، وكذلك فتح مجالها الجوي والمياة الأقليمية الصومالية للعمليات العسكرية لدول التحالف.
في 31 مارس استهدف قصف لطيران التحالف رتل عسكري للحوثيون في مدينة يريم بمحافظة إب وسط اليمن، وقتل في القصف ما لا يقل عن 11 شخصاً وأصيب 33 آخرين،  وأجريت خمس غارات جوية على الأقل لدعم الموالين للرئيس هادي في محافظة الضالع. وأستهدفت ثلاث غارات مخازن المواد الغذائية التابعة للمؤسسة الاقتصادية اليمنية في الحديدة، وفقاً لوزارة الدفاع التابعة للحوثي. وضربت الغارات منازل في جزيرة جزيرة ميون اليمنية، وفر السكان منها بالقوارب إلى جيبوتي هربا من الغارات الجوية.

### أبريل
في 3 أبريل قامت قوات التحالف بإمداد المقاومة الشعبية في عدن بالسلاح عبر الإنزال المظلي لمواجهة الحوثيين، وذلك بكميات من الأسلحة المتنوعة ومعدات اتصال متطورة وأسلحة خفيفة وقذائف صاروخية. وفي 11 أبريل، قتل ما لا يقل عن 12 شخصاً وأصيب العشرات في غارتان جويتان استهدفت مدخل قرية الظهرة، التي يقطنها مواطنين من "الفئة المهمشة" في محافظة تعز، بينهم أطفالاً ونساء، وأدت العملية إلى تدمير 7 منازل متقاربة ومتلاصقة، ومقتل 7 أطفال و3 نساء ورجلين، وإصابة 10 آخرين. وضرب الطيران في 17 أبريل منزلًا في شمال صنعاء ما أدى لمقتل 8 أشخاص من عائلة واحدة، 

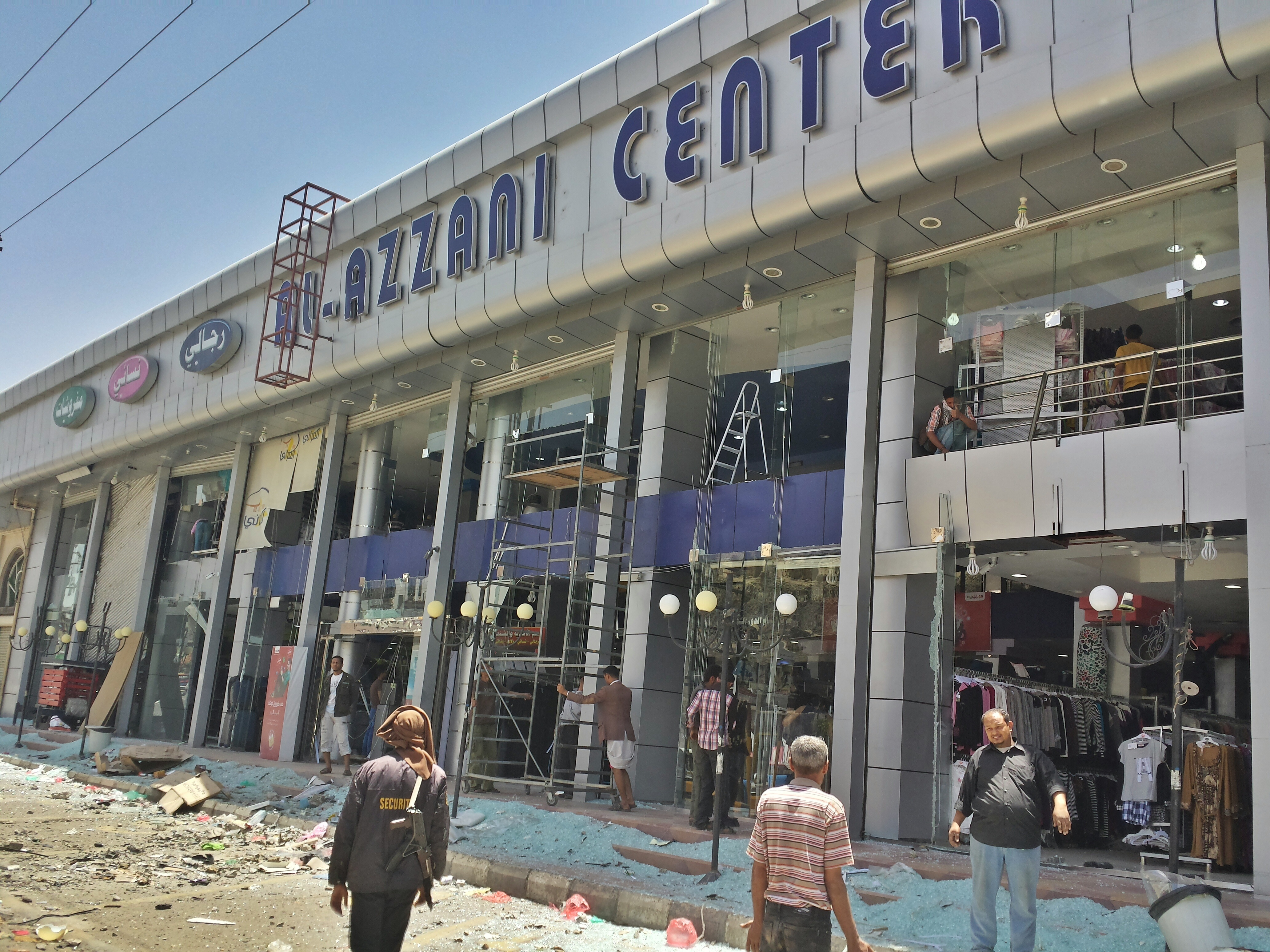
مركز تجاري بالقرب من جبل فج عطان الذي تعرض لضربة جوية من طائرات حربية في 20 أبريل.

- 20 أبريل، أدت غارة جوية في جبل فج عطان بصنعاء لمقتل 90 شخصاً،[120][121] وجرح أكثر من 398 آخرين، أصيب معظمهم بشظايا الانفجار وتحطم اجزاء من المباني عليهم، وغطت سحابة غبار ضخمة سماء العاصمة، وتعتبر الغارة الأعنف في صنعاء منذ بدء عملية عاصفة الحزم.[122] وتضررت المباني والسيارات والمحلات التجارية في الأحياء المحيطة بموقع الانفجار لأضرار بالغة.[123] وأندلعت النيران في محطة بنزين مجاورة لموقع الانفجار وتضررت مئات السيارات التي كانت في طابور بإنتظار توفُر مادتي البنزين والديزل.[124]
  - أدانت منظمة أوكسفام الدولية للإغاثة غارة نفذتها قوات التحالف في 20 أبريل في محافظة صعدة شمال اليمن، قالت إنها أصابت أحد مخازنها التي تحتوي على مساعدات إنسانية في مدينة صعدة المعقل الشمالي للمقاتلين الحوثيين، وقالت جريس أومر ممثلة اوكسفام في اليمن: «تبادلنا معلومات مفصلة مع التحالف عن مواقع مكاتبنا ومخازنا. ولم يكن لمحتوى المخزن أي قيمة عسكرية. كان يحتوي فقط على مساعدات انسانية.»[125]
- 21 أبريل، سقط نحو 30 شخصًا بين قتيل وجريح في غارات شنها طيران تحالف «عاصفة الحزم» استهدفت جسراً يقع أسفل مرتفع جبلي يعرف بـ «نقيل سُمارة» في منطقة الدليل التابعة لمحافظة إب، واستهدفت الغارات الجسر في وقت كان مكتظا بالعديد من السيارات التي تحمل المدنيين المتوجهين إلى محافظة تعز، [126] ويعتبر هذا الجسر هو حلقة الوصل الوحيدة التي تربط بين محافظات صنعاء وتعز وإب، إلا أن استهدافه كان بغرض قطع وصول الإمدادات العسكرية للحوثيون إلى محافظة تعز والمدن الجنوبية.[127]

وصفت اللجنة الدولية للصليب الأحمر في 22 أبريل الوضع في اليمن بأنه «كارثي» ويتدهور يوما بعد آخر، حيث تعاني العاصمة صنعاء من انقطاع التيار الكهربائي وشح في ماء الشرب، وتحدث مدير العمليات في الشرق الأوسط في اللجنة الدولية للصليب الأحمر الدولي، روبرت مارديني، الذي عاد توا من اليمن، عن رؤيته لعشرات الجثث في شوارع عدن، وقال إن ما معدله نحو خمسين قتيلا كانوا يسقطون كل يوم منذ بدء العملية الحربية في اليمن آواخر شهر مارس.

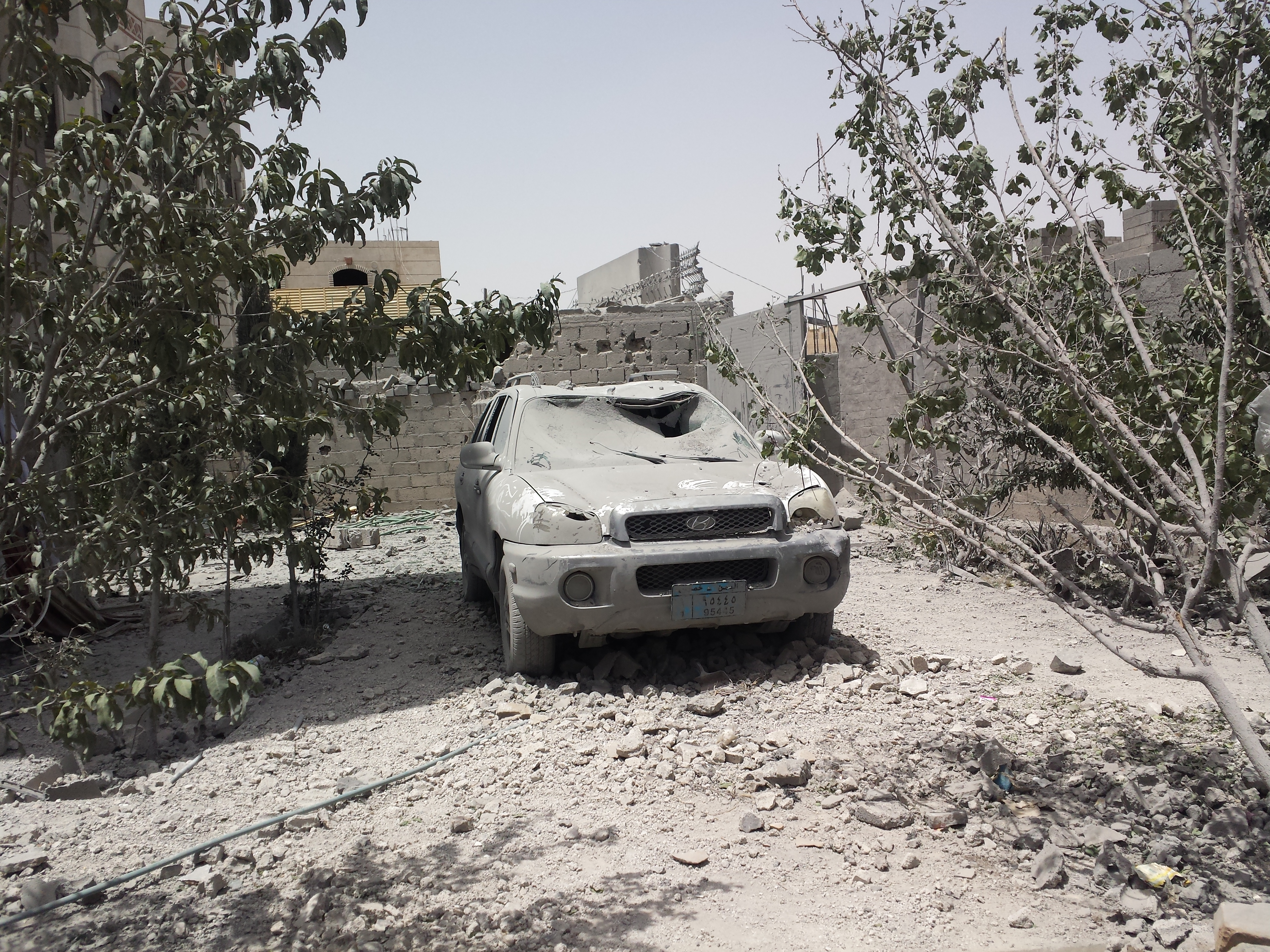
سيارة مدمرة نتيجة للغارات الجوية.

في 22 أبريل استمرت الغارات الجوية ضد أهداف الحوثيين في تعز، حيث تم ضرب معسكر للجيش بعد فترة وجيزة خرج من سيطرة مسلحي الحوثيين عليه، وفي عدن استهدفت غارة جوية دبابات للحوثيون في مناطق الاشتباكات، فيما لا يزال الحوثيون يعملون على السيطرة في الحديدة وإب. وأعلن ناطق باسم الحوثيون استعداد جماعته للدخول في مفاوضات سلام شرط الوقف الكامل للهجمات العسكرية.
وفي 23 أبريل، قتلت الغارات الجوية 23 على الأقل من الحوثيون في جنوب مدينة الضالع.
أفادت اليونيسيف في 24 أبريل أن 115 طفل قتل و172 آخرين شوهوا نتيجه للصراع في اليمن منذ 26 مارس، حيث تشير التقديريات أن 64 طفل قتل بسبب القصف الجوي. وتقدر الأمم المتحدة أن الصراع أجبر أكثر من 100,000 طفل على النزوح من منازلهم حتى منتصف أبريل، في حين أن ثلث المُقاتلين المشاركين هم دون 18 سنة.
في 25 أبريل، قالت منظمة أطباء بلا حدود أن القصف السعودي في مدينة حرض[ ؟ ] على الحدود اليمنية السعودية أسفر عن مقتل 11 وجرح أكثر من 70 آخرين.
في 26 أبريل استهدفت الطائرات الحربية السعودية مواقع الحوثيين في محافظة صعدة، في حين أطلقت المدفعية السعودية قذافها على أهداف في محافظة حجة على طول الحدود البرية مع اليمن. وأعلنت الحكومة السعودية أن وحدات الحرس الوطني وصلت نجران بالقرب من الحدود مع اليمن. وفي نفس اليوم، شن مسلحون من داخل الحدود اليمنية هجوماً بقذائف الهاون على قوات حرس الحدود في منطقة نجران، وقتل في الهجوم جندي سعودي وأصيب 2 آخرين.
في 26 أبريل، استهدفت الغارات الجوية بعد منتصف الليل مواقع الحوثيين والقوات المؤيدة لصالح داخل وحول صنعاء وعدن ومحافظتي مأرب والضالع، لدعم مقاتلي المقاومة الشعبية ضد الحوثيين في المواقع الثلاثة الأخيرة، وأسفرت عن مقتل أكثر من 90 شخصاً.
في 28 أبريل، قصف طيران التحالف مدرج مطار صنعاء الدولي لمنع طائرة أيرانية من الهبوط فيه. وقالت طهران أن الطائرة تابعة للهلال الأحمر.
بين عشية وضحاها في 29 و30 أبريل، أسقط طيران التحالف أسلحة في تعز لدعم المقاتلين ضد الحوثيين. وفي وقت لاحق من نفس اليوم أعلن الحوثيين مقتل جندي في البيضاء (اليمن) بسبب غارة جوية على مركز للشرطة المحلية.
في 30 أبريل أستهدفت الضربات الجوية خمس محافظات. وضربت غارات جوية على مطار صنعاء الدولي. وقتل جندي يمني وأصيب 6 آخرين في غارات جوية مكثفة على منطقة آل عمار في مديرية الصفراء، وأفادت أنباء عن عدة غارات جوية أستهدفت المزارع والمنازل في مديرية سحار بمحافظة صعدة.
في 30 أبريل قتل أحد أفراد حرس الحدود السعودي بقذائف مدافع الهاون على الحدود مع اليمن. مما رفع عد القتلى في الجانب السعودي إلى 11 قتيلاً، وفي وقت لاحق من نفس اليوم، هاجم الحوثيين على مايبدو نقطة عسكرية سعودية في منطقة نجران مما أسفر عن مقتل 3 جنود، ورفع ذلك عدد القتلى إلى 14 شخصاً.

### مايو

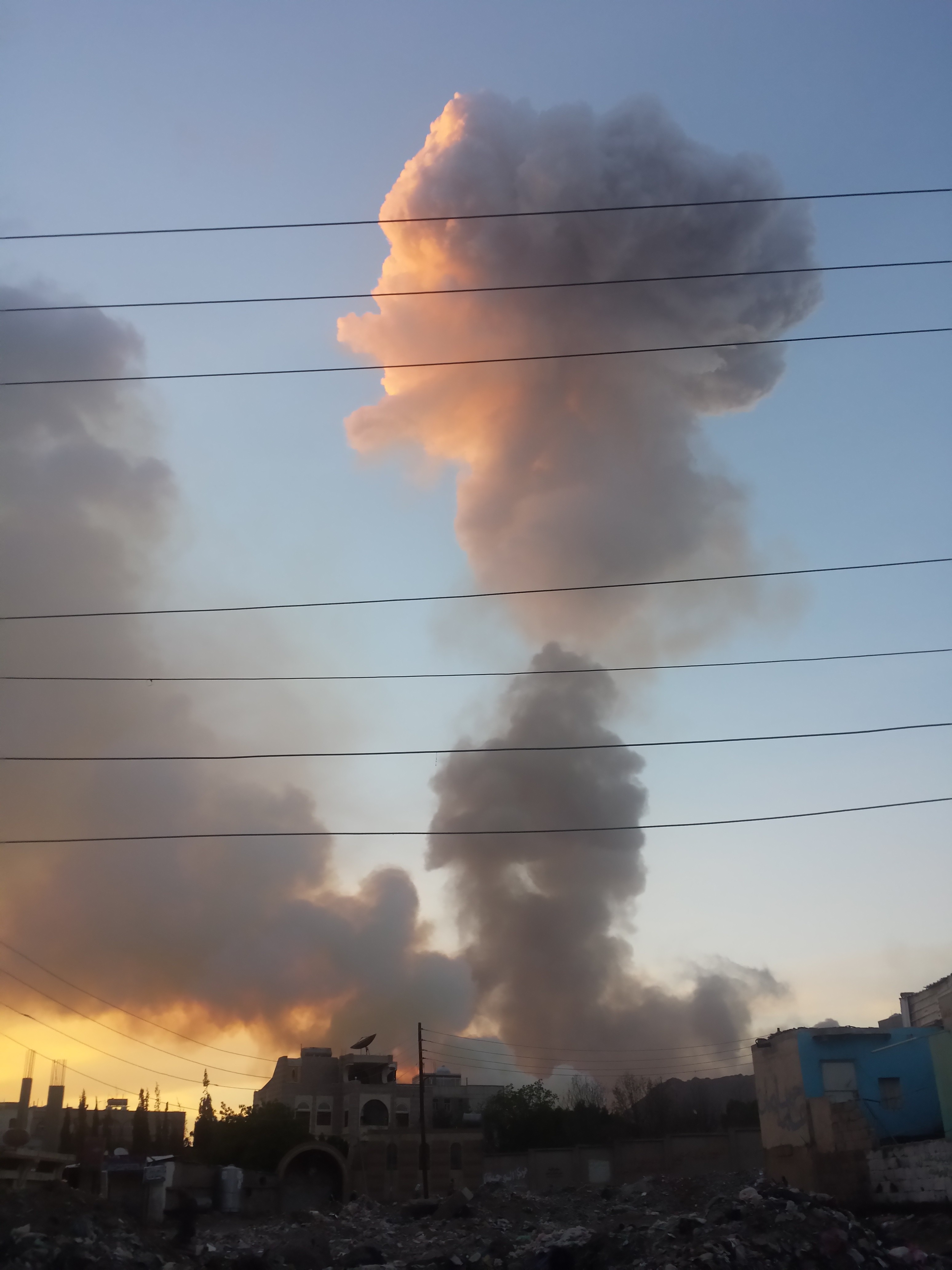
غارة جوية على مخازن الصواريخ والأسلحة في جبل نقم شرق صنعاء 11 مايو 2015.

في أوائل شهر مايو أتهمت هيومن رايتس ووتش السعودية باستخدام قنابل عنقودية محظورة عالمياً في قصف منطقة آل عمار بمحافظة صعدة،  وأعترف الجيش السعودي باستخدام قنابل عنقودية من نوع سي بي يو-105 (بالإنجليزية: CBU-105) ولكنه أفاد بأنه أستخدمها ضد العربات المدرعة وليس في الأحياء السكانية.
في 5 مايو أطلق الحوثيين قذائف مورتر على مدينة نجران وعدة مناطق أخرى في منطقة جازان، وأعلنت وزارة الداخلية السعودية عن مقتل 3 أشخاص في نجران، ولم يُوضح إذا كانوا مدنيين أم عسكريين. وفي اليوم التالي 6 مايو نفذ طيران التحالف أكثر من 30 غارة جوية على محافظتي صعدة وحجة شمال اليمن  فيما قتل 7 سعوديين على الأقل في هجومين منفصلين في مدينة نجران ومنطقة جازان، ليصل بذلك إجمالي عدد القتلى المدنيين السعوديين إلى 10 على الأقل. arabic.rt.comولم يعلن الحوثيون مسؤليتهم عن الهجمات.
في 6 مايو استهدفت الغارات الجوية مركز تدريب للجيش في محافظة ذمار، مما ألحق أضراراً بالمنازل المجاورة. وفي 8 مايو أستهدفت الغارات الجوية مطار صنعاء الدولي بعد يوم واحد من إعلان الهيئة العامة للطيران المدني أنه تم إعادة ترميم المطار لاستقبال المساعدات الإنسانية والأغاثية.
في 7 مايو، قال الحوثيين أنهم أسقطوا طائرة هليكوبتر أباتشي. وأكدت السعودية سقوط الطائرة إلا أنها قالت أن ذلك يعود لخلل فني أصابها.
في 8 مايو قصفت طائرات التحالف أهدافا في محافظة صعدة، وأعلنت السعودية بدء مرحلة جديدة في صعدة وجبال مران تهدف إلى حماية المواطن السعودي والمدن السعودية،  وذكرت قناة الإخبارية السعودية الرسمية أن المحافظة بأكملها سوف تصبح هدفاً عسكريا بدءاً من مساء الجمعة،  ونزحت آلاف الأسر من محافظة صعدة خوفاً من الاستهداف، وقال منسق الامم المتحدة للشؤون الإنسانية في اليمن إن الضربات الجوية التي ينفذها التحالف على مدينة صعدة تنتهك القانون الدولي، لوجود العديد من المدنيين المحاصرين غير قادرين على استخدام وسائل النقل بسبب نقص الوقود، وأن استهداف محافظة بأكملها يعرض عددا لا يحصى من المدنيين للخطر.
في 8 مايو، أعلن السعودية هدنة لمدة خمسة أيام، تبدأ الثلاثاء 12 مايو. في وقت لاحق من نفس اليوم ألقت طائرات سعودية منشورات في محافظة صعدة تحذر من غارات جوية في جميع أنحاء المنطقة.
في صباح 10 مايو أستهدفت غارات للتحالف منزل الرئيس السابق علي عبد الله صالح وسط العاصمة صنعاء،  ولكنه ظهر في قناة اليمن اليوم التابعه له متوعداً التحالف وأعلن أنه متحالف مع الحوثي وكل من يدافع عن اليمن.
أعلنت حكومة المغرب في 10 مايو فقدان إحدى طائراتها المشاركة في الغارات الجوية من نوع إف 16 مع قائدها. وبث التلفزيون اليمني تقرير يظهر حطام الطائرة التي تم إسقاطها في محافظة صعدة شمال اليمن.
وفقا للأمم المتحدة، في الفترة بين (26 مارس و10 مايو 2015) قتل الصراع في اليمن و«الغارات الجوية للتحالف» على الأقل 828 مدنياً، بما في ذلك 91 امرأة و182 طفلاً، وبين 4 و10 مايو قتل 182 شخصاً. ووفقاً لهيومن رايتس ووتش أتضح أن بعض الضربات الجوية تضمنت انتهاكات للقانون الإنساني الدولي.
استهدف الحوثيون بقذائف الهاون والمدفعية جيزان ونجران في 11 مايو بعد عدة أيام من القصف المكثف من المدفعية السعودية وطيران التحالف على محافظة صعدة، وأسفر ذلك عن مقتل شخصاً واحداً في نجران. ونشرت السعودية دبابات «القوة الضاربة» في حدودها الجنوبية بعد أن أطلق الحوثيون 150 صاروخاً من نوع كاتيوشا وقذائف الهاون على نجران وجيزان.
في 11 مايو، سقط 69 قتيلاً على الأقل وأصيب نحو 250 آخرين،  في غارات جوية أستهدفت مخازن الأسلحة في جبل نقم شرق صنعاء، وصفت بأنها الأعنف منذ بداية التدخل العسكري في اليمن في 26 مارس الماضي، وتصاعدت النيران في السماء لمئات الأمتار، وأستمرت الأنفجارات في مخازن الأسلحة لأكثر من ساعة، وتطايرت العديد من الصواريخ من المخازن إلى أحياء سكنية متفرقة في صنعاء. وأدت الإنفجارات إلى تدمير عشرات المنازل الواقعة في محيط جبل نقم بشكل كامل، وأخرى بشكل جزئي، وألحقت أضراراً بالغة في مستشفى الثورة بصنعاء.
في 11 مايو، أستهدفت غارات جوية جبل نقم، أدت لسقوط المئات ما بين قتلى وجرحى،  وأدت الإنفجارات إلى تدمير عشرات المنازل الواقعة في محيط جبل نقم بشكل كامل، وأخرى بشكل جزئي، وألحقت أضراراً بالغة في مستشفى الثورة بصنعاء.
أفادت منظمة اليونيسكو بأن مباني تاريخية مهمة في مدينة صنعاء القديمة مصنفة ضمن مواقع التراث العالمي تعرضت لأضرار جسيمة في 11 مايو 2015،  وقالت المنظمة في بيان «في الأيام الاخيرة تلقت اليونيسكو معلومات تشير إلى أضرار كبيرة أصابت مواقع ثقافية مهمة في اليمن».
وبحسب معلومات جمعتها اليونسكو فإن بلدة صنعاء القديمة التي تعود منازل الآجر الشهيرة فيها ومساجد وحمامات إلى ما قبل القرن السادس «تعرضت لقصف كثيف ليل 11 أيار/مايو 2015 ما تسبب بأضرار جسيمة في العديد من المباني التاريخية». وأضافت المنظمة أن مدينتي صعدة (شمال) وبراقش (شمال غرب) «أصيبتا أيضا بأضرار.»
هدنة 13-17 مايو
مع بداية الهدنة في 13 مايو، قالت وكالات إغاثة إنسانية أنها تحاول إيصال مساعدات إلى اليمن بعد بدء سريان وقف إطلاق النار في اليمن، ورست السفن التي تحمل الإمدادات الإنسانية في ميناء الحديدة الذي يسيطر عليه مسلحي الحوثي،  وقال الملك سلمان أن بلاده ستقدم 540 مليون دولار للمساعدات الإنسانية في اليمن.
في الخميس 14 مايو قالت وزيرة الإعلام اليمنية ورئيسة اللجنة العليا للإغاثة، نادية عبد العزيز السقاف، إن 7 سفن تحمل دقيقاً ومساعدات طبية ومشتقات نفطية وصلت إلى الموانئ اليمنية. ثلاثة منها إلى ميناء الحديدة وواحدة إلى ميناء عدن واثنتين منها إلى ميناء المكلا، والأخيرة إلى ميناء المخاء. وأكدت السقاف دخول 18 قاطرة تحمل مشتقات نفطية عبر منفذ الوديعة وتم نقل عدد من موظفي الأمم المتحدة والصليب الأحمر ومنظمات دولية عبر مطار صنعاء، وتم إجلاء رعايا إثيوبيين عبر مطار جيزان ودخلت طائرات تحمل مواد إغاثية ومساعدات طبية إلى اليمن.
وشهدت محافظة الضالع اشتباكات متقطعة بين اللجان الشعبية والمسلحين الحوثيين، مما أعاق وصول المساعدات الإنسانية للمتضررين. وشهدت مدينة تعز، اشتباكات مسلحة عنيفه، حيث قصف الحوثيون بالسلاح الثقيل والقذائف أحياء عدة في تعز ما أوقع 12 قتيلا و51 جريحا في صفوف المدنيين، وفقا لوكالة الصحافة الفرنسية، وأسفرت المعارك التي تكثفت خلال الليل عن سقوط 26 قتيلا في صفوف الحوثيين والقوات الموالية لعلي عبد الله صالح، و14 في صفوف اللجان الشعبية في المدينة.
ما بعد الهدنة
في 21 مايو 2015، كان القيادي في حزب التجمع اليمني للإصلاح أمين ناجي الرجوي بالإضافة إلى اثنان من الصحفيين عبد الله قابل (قناة يمن شباب) ويوسف العيزري (قناة سهيل) معتقلين في مركز رصد الزلازل في جبل هران بمحافظة ذمار، أثناء استهدافه بغارة جوية، وكان الرجوي قد أختطفه الحوثيين من محافظة إب في 3 أبريل،  بينما عبد الله ويوسف كانا قد خطفا في 20 مايو عندما حاولا تقديم تقريراً عن اجتماع عقده رجال قبائل ضد الحوثيين في ذمار[ ؟ ]، وطالبت منظمات حقوق الإنسان الدولية إطلاق سراح الصحفيين في وقت مبكر، وحملت مراسلون بلا حدود مسؤولية مقتل الصحفيين والعديد من الاسرى.
قالت اليونسكو أنها تلقت معلومات عن أضرار لحقت بجدران «سد مأرب القديم» في 31 مايو 2015، إثر غارة جوية لطيران التحالف الذي ينفذ العمليات العسكرية ضد الحوثيين، لكن مصادر قبلية أكدت لبي بي سي عدم صحة الأنباء التي تحدثت عن تعرض سد مأرب للقصف وتحدثت عن تعمد الحوثيين والقوات الموالية لعلي عبد الله صالح نصب منصة صواريخ كاتيوشا[ ؟ ] في أعلى السد لقصف مدينة مأرب[ ؟ ] ومواقع المقاومة إلا أن السد لم يتعرض لغارات جوية.
وأستهدفت غارات جوية متحف ذمار الإقليمي في نهاية شهر مايو 2015، ما أدى لتدميرة تماماً.

### يونيو

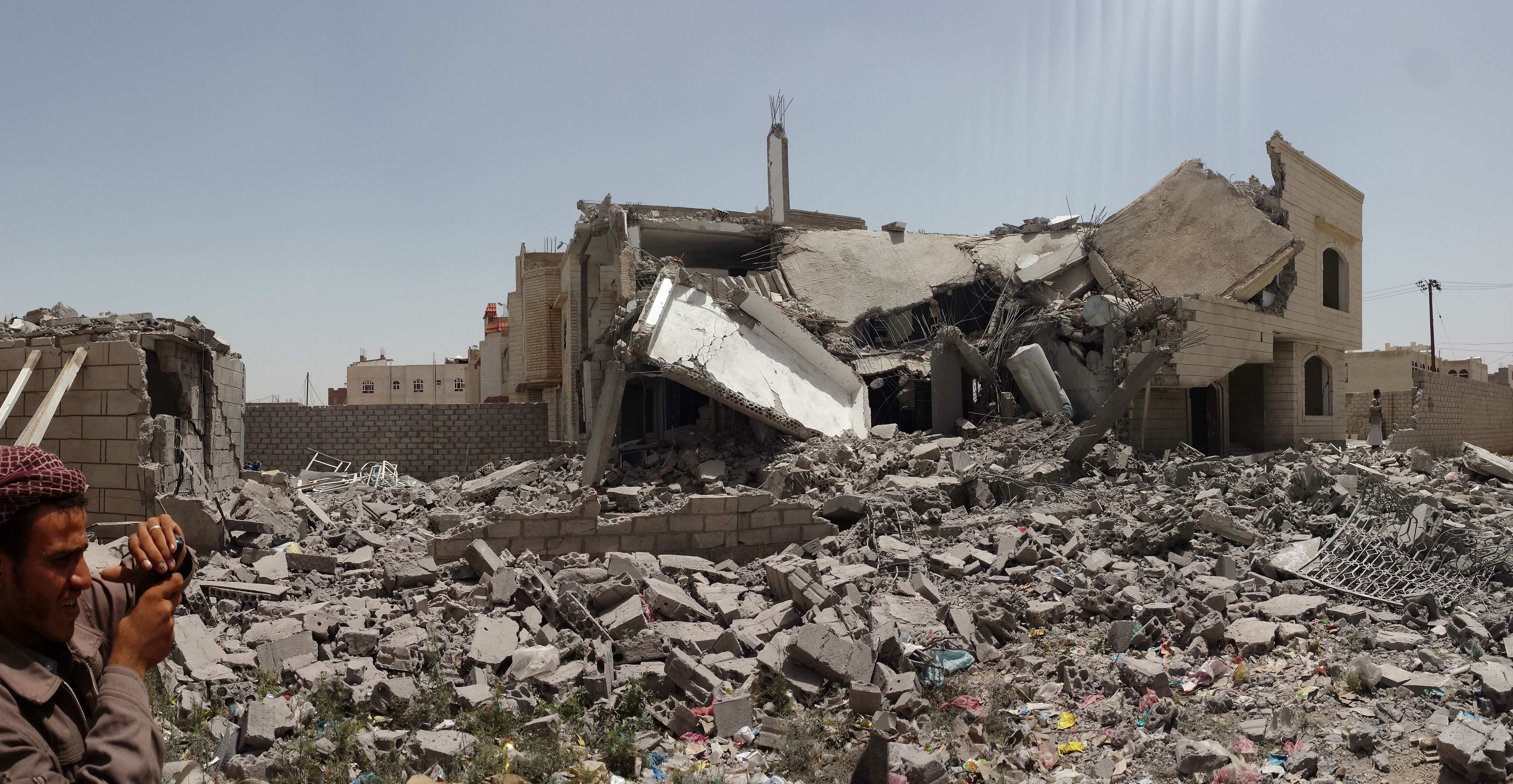
منزل مدمر جنوب صنعاء استهدفته غارة جوية في 12 يونيو.

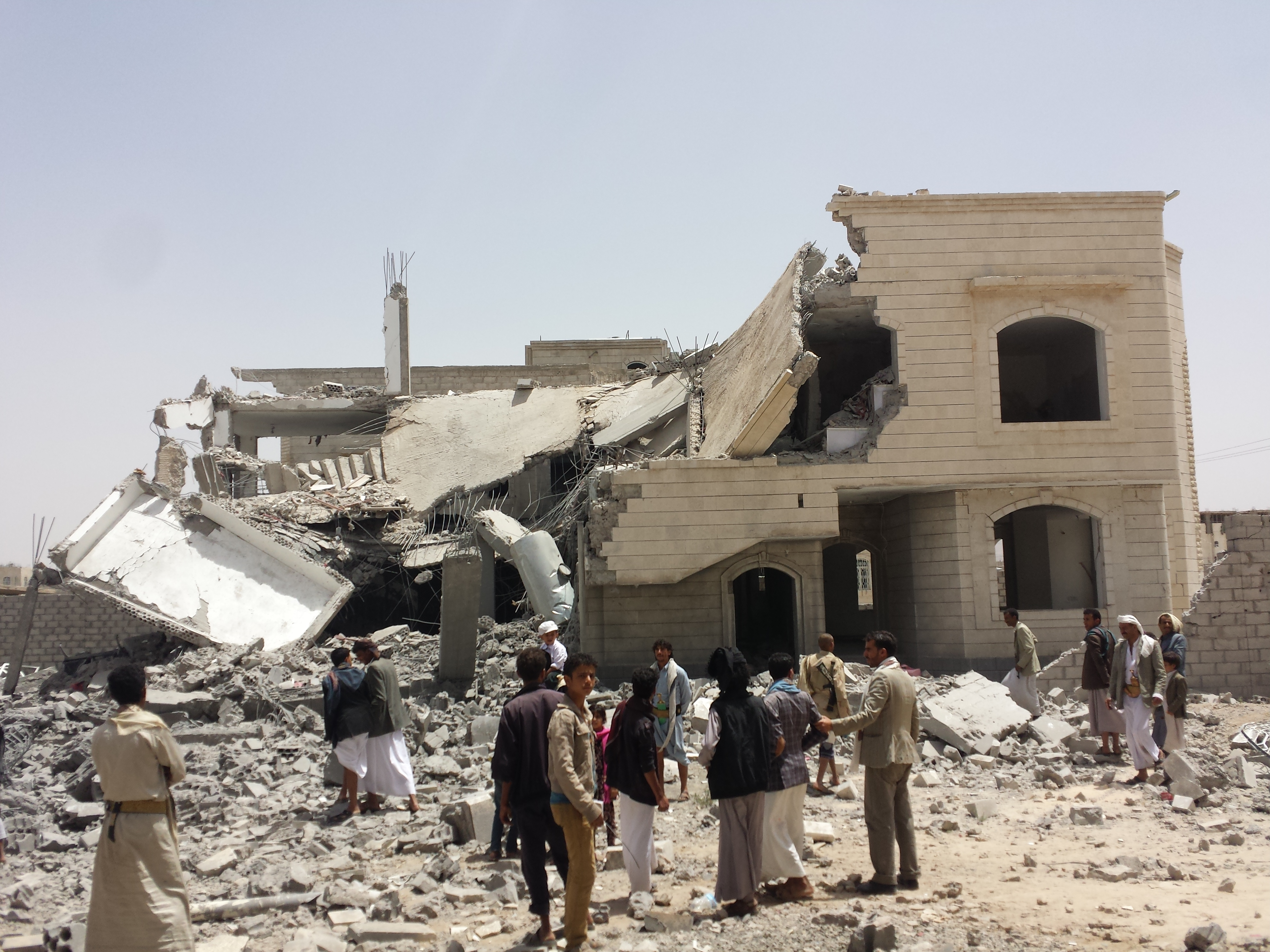
منزل مدمر نتيجة لغارات التحالف - جنوب صنعاء 12-6-2015-3

أندلعت اشتباكات فجر الجمعة 5 يونيو على الحدود اليمنية السعودية أستمرت لعشر ساعات، وصفت بالأعنف والأكبر منذ بدء العمليات العسكرية ضد الحوثيين التي تقودها السعودية، وقالت قناة العربية أن قوات الحرس الجمهوري اليمني والحوثيين شنوا هجوماً واسعاً على مختلف الاتجاهات في جازان ونجران،  وصرح الجيش السعودي أن أربعة من أفراده بينهم ضابط قتلوا، وأن عشرات من المهاجمين قد قتلوا.
استهدفت غارات جوية في الجمعة 5 يونيو مخازن للأسلحة في محيط مبنى وزارة الصحة بحي الحصبة شمال صنعاء، وألقى طيران التحالف أمس الخميس 4 يونيو منشورات تحذر سكان عدد من أحياء العاصمة من غارات جوية ستستهدف مخازن للأسلحة. وفي محافظة مأرب شرقي اليمن، شنت مقاتلات التحالف سلسلة غارات عنيفة على مواقع للحوثيون قرب سد مأرب، وفي مدينة ذمار، استهدفت عدة غارات «حي الوشل» و«حي العمد» و«معسكر القشلة» ما تسبب في دمار واسع للمعسكر.
وفي محافظة مأرب شرقي اليمن، شنت مقاتلات التحالف سلسلة غارات عنيفة على مواقع للحوثيون قرب سد مأرب، وفي مدينة ذمار، استهدفت عدة غارات «حي الوشل» و«حي العمد» و«معسكر القشلة» ما تسبب في دمار واسع للمعسكر.
تمكن الحوثيين والقوات العسكرية الموالية لهم في 6 يونيو من إطلاق صاروخ سكود من محافظة صعدة مستهدفاً قاعدة الملك خالد الجوية في مدينة خميس مشيط، وهو أول صاروخ سكود يستخدم اثناء الصراع، وذكر بيان لقيادة التحالف العربي أن قوات الدفاع الجوي الملكي السعودي أعترضته بصاروخي باتريوت.
في 7 يونيو قتل 45 شخصاً على الأقل وجرح العشرات في قصف شنته طائرات التحالف على مقر «القيادة العامة للقوات المسلحة» في مديرية التحرير[ ؟ ] وسط صنعاء، وكانت تقارير مبكرة أشارت إلى أن العديد من الضحايا من الجنود الذي كانوا متجمعين لاستلام رواتبهم، ونقلت وكالة فرانس برس عن مصادر طبية إفادتها أن ثمة أكثر من 20 مدنيا بين القتلى،  وأضافت الوكالة أن القصف طال مبان سكنية من بينها أربعة بيوت دمرت تماما بحسب شهود عيان.
في 11 يونيو أدانت اليونسكو استهداف صواريخ للتحالف عدة منازل في «مقشامة القاسمي» في مدينة صنعاء القديمة،  التي أسفرت عن مقتل 5 اشخاص وإلحاق دمار كبير في 3 منازل. وعبرت المديرة العامة لليونسكو إيرينا بوكوفا عن «حزنها العميق لخسارة الأرواح والتدمير الذي لحق بأقدم جواهر الحضارة الإسلامية» ودعت لاحترامه وحمايته. ونفى المتحدث باسم التحالف العميد ركن أحمد العسيري استهداف المدينة وصرح لوكالة الأنباء الفرنسية (فرانس برس) قائلاً «بالتأكيد لم نشن أي عملية داخل المدينة».
في 12 يونيو 2015 قتل وأصيب عدد من الحوثيين في غارتين لقوات التحالف العربي الذي تقوده السعودية، على ثكنة عسكرية للحوثيين في مدينة الحوطة[ ؟ ] عاصمة لحج جنوبي اليمن، ونفذت طائرات التحالف عدة غارات استهدفت مقر اللواء 310 مدرع الذي يسيطر عليه الحوثيون، وتجمعات للحوثيين في مديرية عيال يزيد بمحافظة عمران، شمالي البلاد.
في 12 يونيو 2015 قتل سعودي وأصيب آخر، جراء سقوط قذيفة من الأراضي اليمنية على محافظة صامطة في منطقة جازان، في جنوب غربي السعودية، حسبما أفادت مصادر «سكاي نيوز عربية».
في 19 يونيو حذرت الأمم المتحدة من أزمة إنسانية في اليمن مع استمرار القتال وعدم توصل الأطراف إلى هدنة إنسانية تسمح لقوافل المساعدات الإنسانية بدخول البلاد، وقالت المنظمة إنها بحاجة إلى 1.6 مليار دولار كمساعدات لليمن خلال العام الحالي. وأطلق نائب أمين الشؤون الإنسانية في الأمم المتحدة ستيفن أوبراين نداء استغاثة لتقديم العون للشعب اليمني. وقال أوبراين «الشعب في كافة أرجاء اليمن يكافح للحصول على الطعام كما أن الخدمات الاساسية تنهار في العديد من المناطق.» ولم يتم حتى الآن تقديم سوى 200 مليون دولار من المبالغ التي تعهد المجتمع الدولي بتقديمها في السابق، ولم تقدم السعودية المبلغ الذي تعهد به الملك سلمان وهو 540 مليون دولار، ما يعادل 3 مليار ريال سعودي.
بنهاية يونيو بلغ عدد السكان المحتاجين للمساعدة الإنسانية 21.1 مليون شخصاً أي ما يعادل 80% من إجمالي سكان اليمن، بينهم 12.2 مليون مواطن متضررون مباشرة من النزاع، ومليون شخص نازحين داخلياً وذلك حسب تقرير أصدره مكتب الأمم المتحدة لتنسيق الشؤون الإنسانية.

### يوليو
في 6 يوليو سقط 40 شخصاً على الأقل في غارات جوية في محافظة لحج.
في 8 يوليو قتل 82 جندي وأصيب 240 آخرين،  وكان بين القتلى العقيد جميل سنهوب، وأثنين من عمداء الجيش وهم العميد «أحمد يحيى الابارة» والعميد «محمد الحوري». وأصيب ما يقارب 150 آخرون، عندما شنت مقاتلات التحالف غارات جوية هي الأولى في محافظة حضرموت على مقر «مركز القيادة المتقدم لوزارة الدفاع ورئاسة هيئة الأركان العامة»، وكذا مقر اللوائين 23 مشاة ميكا و21 مشاة ميكا المؤيدان للرئيس عبد ربه منصور هادي. ونفت رئاسة هيئة الأركان العامة وجود أي خلافات أو مواجهات في المعسكر تستدعي قصف طيران التحالف العربي له ما أسفر عن مقتل وإصابة المئات من الجنود. ونعت وزارة الدفاع اليمنية الحادثة، وعزت أسر الضحايا، وقالت أنها ستحقق في الحادثة.
بدأت قوات التحالف منذ 14 يوليو بعملية برية في عدن أطلق عليها اسم «عملية السهم الذهبي»، حيث يشارك 1500 جندي يمني تدربوا في السعودية والإمارات في القتال الميداني، بغطاء بحري وجوي من التحالف، بالإضافة إلى 2800 جندي إماراتي وسعودي، لدعم مسلحي المقاومة الشعبية في المدينة. ودخلت تلك القوات عن طريق البحر مدعومة بمئات العربات المدرعة الأماراتية من نوع النمر ومن نوع أوشكوش إم-أي تي في ودبابات من نوع إم1 أبرامز ولوكلير التي قدمتها السعودية والإمارات العربية المتحدة،  ففي 14 يوليو، تدفّقت 75 مركبةً مقاومة للألغام ومحمية من الكمائن وتضمّ نحو 600 جندي من الحدود الخارجية الغربية لعدن الصغرى واستولت على مرسى جديد في «رأس عمران»، ثم توجهت نحو الشمال الشرقي لتستولي على أنظمة الطرقات شمال مدينة عدن. وتمّ نقل 95 «مركبةً إضافية مقاومة للألغام ومحمية من الكمائن» مع 300 جندي عبر ميناء عدن إلى كريتر لتحرير «مطار عدن الدولي» والمدينة.
ورافقت الجنودَ المتوغّلين قواتٌ خاصة إماراتية وسعودية وثماني مركبات قتالية إماراتية من طراز «إنيغما»، مع أنظمة صواريخ رباعية التركيب يمكن التحكّم بها عن بعد. وفي نهاية ذلك اليوم، استعادت «المقاومة الجنوبية» مطار عدن الدولي وخور مكسر،  بدعمٍ من قافلة سريعة من «المركبات المقاومة للألغام والمحمية من الكمائن»، التي شغّلها اليمنيون المدرّبون وعددٌ صغير من القوات الخاصة الإماراتية. وفي غضون ذلك، شنت القوات الجوية الداعمة 136 غارةً في عدن خلال الساعات الـ 36 الأولى من بدء العملية.
في 17 يوليو استعادت القوات الموالية للرئيس هادي السيطرة الكاملة على عدن، وذلك بعد 4 أشهر من اجتياحها من الحوثيون ووحدات الجيش السابقة الموالية لعلي عبد الله صالح. وفي 18 يوليو، حملت طائرة سعودية من طراز «سي-130» وزير الداخلية اليمني ورئيس الأمن القومي مجدداً إلى عدن، ليُعاد ترسيخ وجود الحكومة، الذي كان غائباً منذ مارس. أمّا الطائرات الإماراتية والقطرية من طراز «سي-17» و«سي-130»، فقد أمّنت شحنات متكرّرة إلى المطار تضمّنت أنظمة مراقبة الحركة الجوية، للسماح باستئناف الرحلات الجوية المدنية والإنسانية.
وشنت قوات الحكومة والمقاومة هجوماً على قاعدتين عسكريتين، في محافظة لحج وأخرى في محافظة شبوة. وبحلول 22 يوليو انتهت المعارك داخل عدن، وأعيد فتح مطار عدن الدولي. وبرر زعيم الحوثيين هزيمتهم في عدن بأن مقاتليه كانوا في زيارة لأقاربهم خلال عيد الفطر. وسيطرت المقاومة في محافظة أبين على دوفس والكود ولودر والعين.
في 24 يوليو سقط ما لا يقل عن 65 قتيلاً وعشرات الجرحى في مجمع سكني بالقرب من محطة المخا البخارية الكهربائية جنوب غرب محافظة تعز يقطنه عمال المحطة، وقالت وكالة سبأ التي يسيطر عليها الحوثيين في صنعاء، أن القصف الذي شنته طائرات التحالف بقيادة السعودية أدى لمقتل وجرح المئات. وقالت منظمة هيومن رايتس ووتش إن هذه الغارة للتحالف يمكن اعتبارها «جريمة حرب»، وطالبت هيومن رايتس ووتش الأمم المتحدة التحقيق في الغارة التي أودت بحياة العشرات من المدنيين إذا رفض التحالف ذلك. وقال بيان منظمة هيومن رايتس ووتش إن المنظمة حددت وجود منشأة عسكرية على بعد 800 متر جنوب شرق المجمع الرئيسي في محطة الطاقة، ويقول موظفو المحطة إن المنشأة كانت قاعدة دفاع جوي، لكنهم أضافوا أنها خالية منذ عدة أشهر. في المقابل، نفى العميد أحمد عسيري[ ؟ ] المتحدث باسم التحالف مسؤولية طيران التحالف عن الغارات، واعتبر أن بيان المنظمة بأنه لا يتمتع بالمصداقية، وقال أن التحالف منذ اليوم الأول أعلن بوضوح أنه يعمل وفقا لقيود تشمل عدم القيام بعمليات في المدن بين المدنيين وحماية البنية التحتية وقال إنه ملتزم بهذا واتهم الحوثيين بأنهم يقومون بهذا طول الوقت.
في 27 يوليو شنت طائرة حربية مجهولة غارة على مواقع تابعة للمقاومة الشعبية في محافظة لحج، وقال بيان منسوب لـ «المقاومة الشعبية» إن 12 شخصاً قتلوا وأصيب 50 آخرين، وتضاربت المعلومات بشأن هوية الطائرة التي نفذت الغارة،  حيث قالت بي بي سي أن نيران صديقة للتحالف قصفت بالخطأ مواقع تابعة للمقاومة الشعبية، وأشار بيان منسوب للمقاومة إلى توفر معلومات تفيد بإقلاع طائرة من قاعدة العند الجوية في محافظة لحج التي لا تزال تحت سيطرة الحوثيين.
في 29 يوليو شن التحالف سلسلسة غارات جوية على قاعدة العند الجوية بمحافظة لحج، وهي الجبهة الأكثر التهاباً في الحرب الأهلية اليمنية، وأستهدفت الغارات الفرق القتالية للحوثيين المنتشرة على طول القاعدة العسكرية الكبرى في اليمن الممتدة على طول اثني عشر كيلومتراً، وتمكن مقاتلو المقاومة الشعبية فجر الأربعاء من السيطرة على أسوار قاعدة العند وعدة تحصينات للحوثيين، وذلك بعد إزالة الألغام المزروعة في محيط القاعدة الجوية والعسكرية الأهم في اليمن.

### أغسطس
بحلول 3 أغسطس، كان فريق عملٍ تابع لأحد الألوية المدرّعة/الميكانيكية الإماراتية قد نزل في عدن، بمؤازرة وحدةٍ بحجم كتيبة تضمّ دبابات القتال الرئيسية من طراز «لوكليرك» ومركبات مدرّعة لإصلاح الأعطال، وعشرات مركبات المشاة القتالية من طراز «بي إم بي-3 أم»، فضلاً عن مدافع الهاوتزر الذاتية الحركة من طراز «هاوتزر دانيل جي 6» وعيار 155 ملم، وحاملات قذائف الهاون من طراز " آر جي-31 " وعيار 120 ملم، وشاحنات «تاترا» من طراز "تاترا 816". وبات الآن نحو 2800 جندي إماراتي وسعودي بالإجمال متمركزين في عدن، بمن فيهم القوات الخاصة وما يقارب من لواء كامل من جنود الجيش الإماراتي النظامي والعاملين في الخدمات اللوجستية.
أفادت وكالة «وام» الإماراتية الرسمية السبت 8 أغسطس بمقتل 3 جنود إماراتيين مشاركين ضمن قوات التحالف العربي في اليمن.
في منتصف أغسطس 2015 شنت المقاتلات غارات جوية على معسكر اللواء 26 مشاة ميكا في محافظة البيضاء وسط اليمن. وتزامنت الغارات مع اندلاع مواجهات بين الحوثيين والمقاومة الشعبية في مديرية السوادية.
في 18 أغسطس، قصفت طائرات تابعة للتحالف الذي تقوده السعودية ميناء الحديدة غربي اليمن في وقت مبكر يوم الثلاثاء فدمرت رافعات ومخازن في الميناء.
في 19 أغسطس حذرت منظمة الأغذية والزراعة التابعة للأمم المتحدة من «تفاقم المجاعة» في اليمن، حيث يعاني أكثر من 1.2 مليون طفل من سوء التغذية الحاد المعتدل كما يعاني أكثر من نصف مليون طفل من سوء التغذية الحاد، وكان مبعوث الأمم المتحدة إلى اليمن إسماعيل ولد الشيخ أحمد قد صرح بأن «اليمن على بعد خطوة واحدة من المجاعة»، وأظهرت دراسة لبرنامج الأغذية العالمي أن ما يقرب من 13 مليون شخص يواجهون انعدام الأمن الغذائي، بينهم 6 ملايين يعانون من انعدام الأمن الغذائي الشديد، وهم في حاجة ماسة إلى المساعدات الخارجية، وهذا يعني أن واحد من كل خمسة أشخاص من سكان اليمن يعجزون عن تدبير قوتهم اليومي. ويعد نحو 1.3 مليون نازح داخلياً في البلاد هم الأشد معاناة من انعدام الأمن الغذائي.
وأما في الشمال فأن محافظة مأرب تشهد تحشيد عسكري واسع استعداداً لمعركة استعادة صنعاء من الحوثيين، حيث دخلت إلى محافظة مأرب من منفذ الوديعة الحدودي في 23 أغسطس عشرات الآليات العسكرية، 
أطلقت القوات الموالية لعلي عبد الله صالح والحوثيون في 26 أغسطس صاروخ بالستي من نوع هواسونغ-6،  من جبل النهدين بدار الرئاسة وسط صنعاء نحو الأراضي السعودية، وقال الحوثيون أن الصاروخ استهدف محطة كهرباء حامية جيزان السعودية. لكن الجيش السعودي قال إنه اعترضه بصواريخ باتريوت.
في 27 أغسطس قال مكتب الأمم المتحدة لتنسيق الشؤون الإنسانية أن عدد ضحايا النزاع في اليمن بلغ 4,513 قتيل و23,509 جريح، و1,439,118 نازح داخلياً، و250,000 نازح خارج اليمن.
تحدثت مصادر اخبارية في أواخر أغسطس عن سيطرة قوات سعودية على مواقع داخل حدود محافظة صعدة شمال اليمن في منطقة العطيفين وجبل طور الهشيم.
وفي 30 أغسطس دفعة عسكرية جديدة من القوات العسكرية اليمنية التي تم تدريبها في دول التحالف قادمة من منفذ الوديعة الحدودية،  وتضم التعزيزات 100 مدرعة وآلية عسكرية وأسلحة ثقيلة منها راجمة الصواريخ الامارتية «جهنم» ومدافع، و8 مروحيات أباتشي[ ؟ ] حطت في «مطار شركة صافر النفطية» بمأرب الذي يتم إعادة تأهيله ليصبح مطار عسكري للطائرات الحربية، ومركز للعمليات الحربية.
وشوهدت منظومة دفاع جوي بانتسير-اس1، ومدرعات بحرينية من نوع أوتوكار أرما في مأرب. وتضم القوة مئات الجنود الذين تدربوا في معكسر اللواء 23 مشاة ميكا بمنطقة العبر على حدود محافظة حضرموت.
في 30 أغسطس قتل 36 مدنياً على الأقل في قصف لمقاتلات التحالف كانوا يعملون في مصنع لتعبئة زجاجات المياه في محافظة حجة شمالي اليمن، 

### سبتمبر

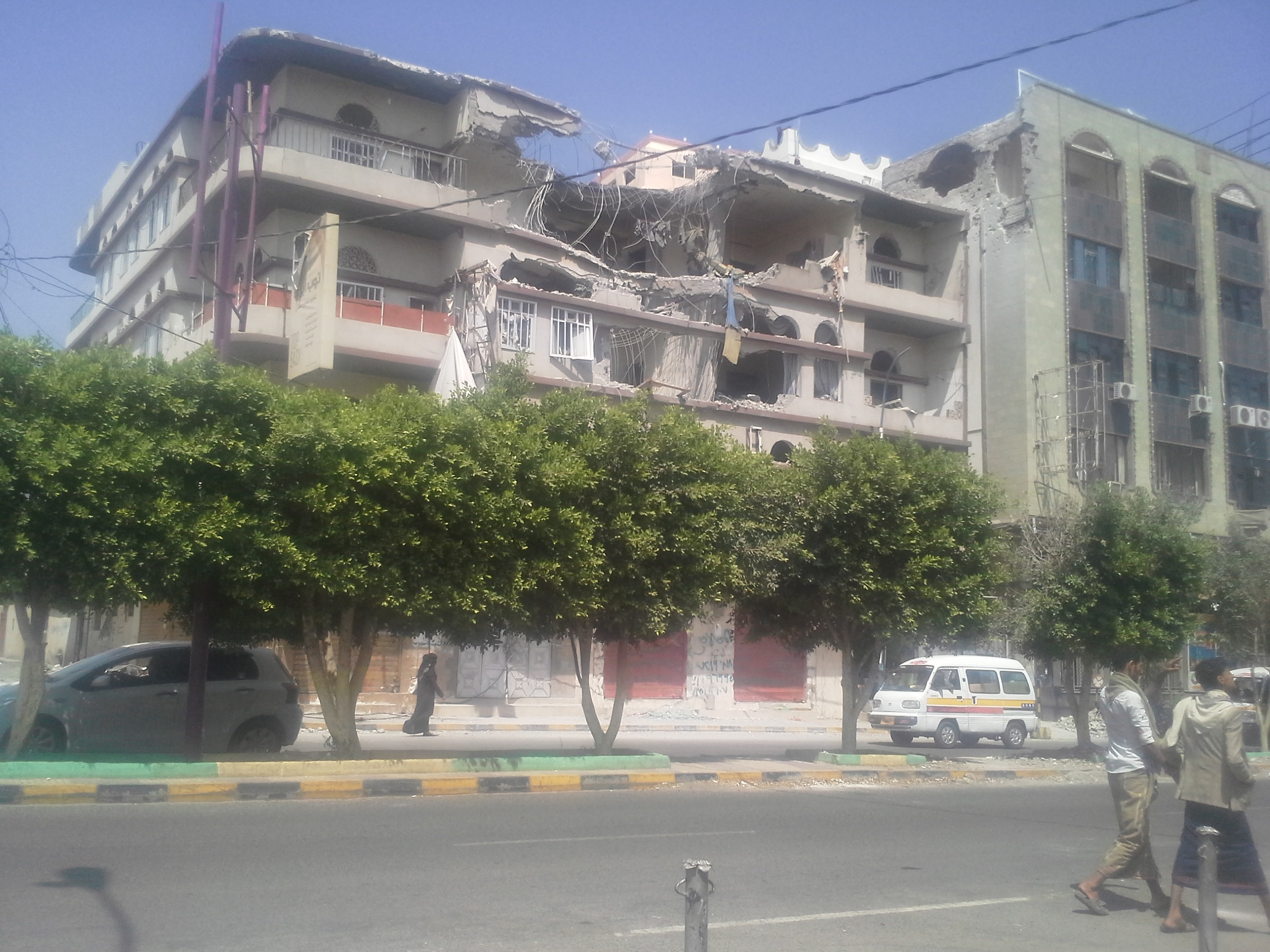
مبنى سكني دمر بغارة جوية في 5 سبتمبر في صنعاء - شارع حدة.

أطلق الحوثيون وجيش صالح في صباح يوم الجمعة 4 سبتمبر صاروخ أرض-أرض من نوع توشكا من صحراء محافظة شبوة أستهدف معسكر لقوات التحالف في مأرب، أسفر الانفجار عن مقتل ما يقارب 100 جندي بينهم إماراتيين ويمنيين وسعوديين وبحرينيين،  وقالت وزارة الدفاع اليمنية أن خيانة عسكرية من قبل أفراد وضباط أعلنوا ولاءهم للشرعية ولكنهم لا زالوا يدينون بالولاء للحوثيين وصالح في محافظة شبوة، كانت السبب وراء الحادثة.
في صباح يوم الجمعة 4 سبتمبر قتل 92 جندي من قوة التحالف المتمركزة في مأرب، بينهم 45 جندي إماراتي و32 يمنيين و10 سعوديين و5 بحرينيين، في معسكر اللواء 107 مشاة بمنطقة صافر في محافظة مأرب، وذلك عند قصفه من قبل الحوثيين بصاروخ أرض-أرض من نوع توشكا أطلق من صحراء محافظة شبوة، وكان 5 جنود أماراتيين قد قتلوا مسبقاً في اليمن. وقالت وزارة الدفاع اليمنية أن خيانة عسكرية من قبل أفراد وضباط أعلنوا ولاءهم للشرعية ولكنهم لا زالوا يدينون بالولاء للحوثيين وصالح في محافظة شبوة، كانت السبب وراء الحادثة.
وفي 5 و6 سبتمبر استهدف طيران التحالف العربي مواقع للحوثيين وحلفائهم من قوات صالح في صنعاء في سلسة من الهجمات الجوية العنيفة. وتأتي هذه الغارات غداة الخسائر التي تكبدها التحالف وفقد فيها 60 من جنوده. حيث أستهدفت الغارات قاعدة الديلمي الجوية ومقر قيادة قوات الأمن المركزي ومعسكر المنشآت بمنطقة السبعين وسط صنعاء، ومعسكر الحفاء بجبل نقم وفج عطان وجبل النهدين، ومباني جامعة الإيمان ومبنى السفارة الإماراتية بصنعاء التي سيطر عليها الحوثيون. وفي تعز استهدفت الضربات مواقع للقوات الموالية لصالح عند المدخل الشمالي للمدينة.
وقال مستشفى السبعين للأمومة والطفولة إن أضرارا لحقت بمبنى المستشفى المقابل لمعسكر الأمن المركزي وإن المرضى محاصرون بالداخل جراء القصف، وأسفرت غارات في يوم السبت 5 سبتمبر عن مقتل ما لا يقل عن 27 شخصاً من أفراد أسرتين في صنعاء بسبب ضربات جوية استهدفت مواقع للحوثيين في المدينة.
وفي يوم الأحد 6 سبتمبر قتل 30 شخصاً وجرح أكثر من 50 في غارة جوية على خيمة عزاء في مديرية اليتمة الحدودية بمحافظة الجوف شمال اليمن.
في 11 سبتمبر قال مفوض حقوق الإنسان بالأمم المتحدة أن 941 مدنياً على الأقل قتلوا بالغارات الجوية في اليمن.
بلغ عدد ضحايا الحرب في اليمن حتى 29 سبتمبر 5248 قتيل، و26191 مصاب، و1,400,000 نازح بحسب مكتب الأمم المتحدة لتنسيق الشؤون الإنسانية .

### أكتوبر
في 16 أكتوبر أطلق صاروخ سكود من وسط صنعاء باتجاه الأراضي السعودية، وأعلن الحوثيون أن الصاروخ أصاب هدفه وهو قاعدة الملك خالد الجوية، وقالت السعودية أنه سقط في محافظة عمران شمال صنعاء، وأفاد شهود عيان في مدينة عمران شمالي صنعاء بأن انفجارا عنيفا هز المدينة يعتقد أنه انفجار للصاروخ في سمائها.
أرسلت السودان دفعتين من الجنود الجنود السودانيين إلى عدن، حيث وصلت الدفعة الأولى في 17 أكتوبر،  والثانية يوم الاثنين 19 أكتوبر، ليصبح عددهم 500 جندي بعد إعلان الخرطوم استعدادها لدعم قوات التحالف بـ6 آلاف مقاتل متى ما طلب ذلك. وانضمت القوات السودانية إلى قوات سعودية وإماراتية، ويمنية للمشاركة في تأمين مدينة عدن وربما التوجه نحو محافظة تعز.
في 27 أكتوبر 2015 أعلنت منظمة أطباء بلا حدود اليوم بأن ضربات جوية نفذتها قوات التحالف الذي تقوده السعودية، قد دمرت مستشفى تدعمه منظمة أطباء بلا حدود. وتعرض المستشفى الصغير الواقع في مديرية حيدان التابعة لمحافظة صعدة لعدة ضربات جوية، أدت لتدمير أقسام المرضى الداخليين والخارجيين وجناح الأمومة والمختبر وغرفة الطوارئ بالكامل.

### ديسمبر
وفي 2 ديسمبر 2015 شنّت غارات جوية على عيادة متنقلة تابعة لمنظمة أطباء بلا حدود في منطقة الحوبان في محافظة تعز، ما أدى إلى جرح ثمانية أشخاص من بينهم موظفان في المنظمة ومقتل شخص كان قريباً من المستشفى.

## 2016

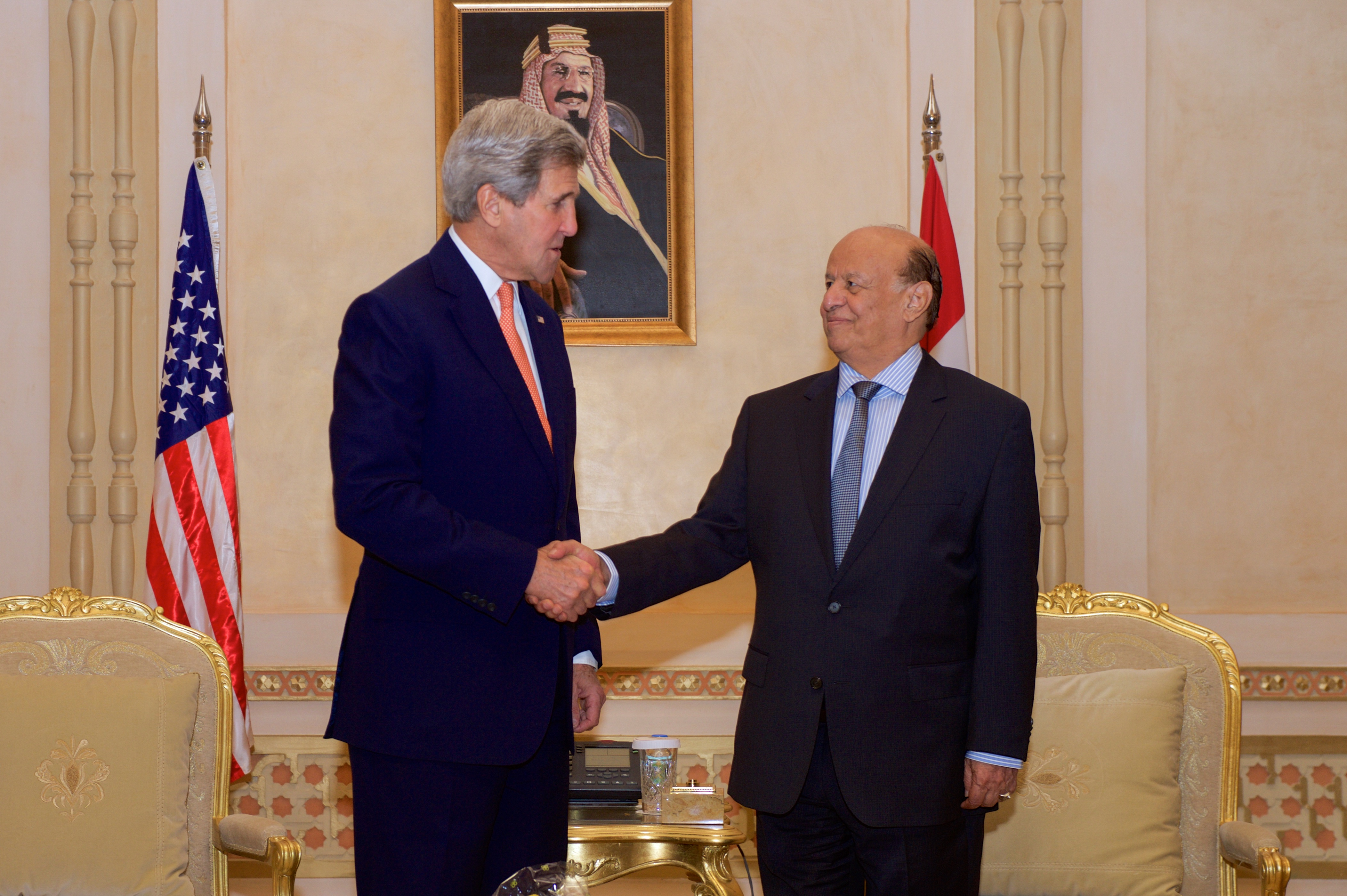
وزير الخارجية كيري يصافح الرئيس اليمني هادي قبل اجتماع ثنائي في المملكة العربية السعودية

في 15 يناير 2016 وذکرت منظمة العفو الدولية أن الأدلة التي قامت بجمعها تؤكد الأنباء التي تفيد بأن قوات التحالف بقيادة المملكة العربية السعودية أسقطت ذخائر عنقودية من صنع الولايات المتحدة على العاصمة اليمنية صنعاء في 6 يناير 2016 ودعت منظمة التحالف إلى التوقف الفوري عن استخدام الذخائر العنقودية.
وفي 10 يناير 2016 أصابت قذيفة مستشفى شهارة التي تدعمها منظمة أطباء بلا حدود في مديرية رازح شمال اليمن مما أدى لمقتل أربعة أشخاص ثلاثة منهم من طاقم المنظمة وجرح عشرة آخرين، معظمهم من الطاقم الطبي والمرضى وانهيار مبانٍ عدة في المرفق الطبي، مع العلم أن ثلاثة من المصابين هم من طاقم المنظمة واثنان منهم في حالة حرجة.
وفي 21 يناير 2016، تعرضت سيارة إسعاف وسائقها لسلسة من الغارات الجوية التي أدت إلى مقتل ستة أشخاص على الأقل وجرح العشرات في قرية ضيان التي تبعد مسافة 20 كيلومتراً عن مدينة صعدة.
في أوائل فبراير 2016 تقدمت القوات الحكومية في منطقة فرضة نهم واستعادت السيطرة على معسكر اللواء 312 مدرع بالقرب من العاصمة صنعاء.
في الأحد 27 مارس 2016 جرى تبادل للأسرى هو الثاني من نوعة مع السعودية، حيث سلم الحوثيون تسعة أسرى سعوديون مقابل الإفراج عن 109 أسير من المقاتلين الحوثيين.
قالت الامم المتحدة أن الاطراف المتحاربة وافقت على وقف القتال ابتداء من منتصف ليلة 10 أبريل وبدء محادثات جديدة بين الحكومة اليمنية والحوثيين في الكويت. بدأت هدنة مساء 10 أبريل هدنة على أمل إنهاء القتال الدائر في البلاد لأكثر من عام وبدء مفاوضات مرتقبة في الكويت، من المقرر انطلاقها في 18 أبريل الجاري في الكويت. وأستمرت الاشتباكات بالرغم من اعلان الهدنة، وأشتدت الأشتباكات في منطقة نهم شرق صنعاء منذ إعلان بدء الهدنة.
دعمت قوات السعودية والإمارات استعادة المكلا من القاعدة في 24 أبريل 2016، 
في 23 مايو 2016 قالت منظمة إن المدنيين في شمال اليمن معرَّضون بشدة لخطر الإصابة الجسيمة أو الموت من جراء الآلاف من الذخائر العنقودية الصغيرة التي لم تنفجر وهناك حاجةً ماسة لمساعدة دولية من أجل تطهير المناطق الملوَّثة بالذخائر العنقودية، وإنه يجب على قوات التحالف بقيادة المملكة العربية السعودية الكفِّ عن استخدام الذخائر العنقودية، المحرَّمة دولياً.
وذکرت المنظمة في 6 يونيو 2016 أنه تم استخدام الذخائر العنقودية البريطانية الصنع في اليمن حيث أن باحثو منظمة العفو الدولية، في مركز لإزالة الألغام بشمال اليمن تقصّوا مخلفات قنبلة عنقودية من طراز BL-755 مصنوعة في المملكة المتحدة ولم تتفجر بالكامل. وقالت المنطمة أن الأدلة الجديدة تبيِّن أن هذه القنبلة العنقودية قد استخدمت إبان النزاع الحالي في اليمن (2015- 16) من قبل دولة عضو في الائتلاف العسكري الذي تقوده المملكة العربية السعودية.
في أوائل شهر أكتوبر 2016 دخلت محافظة صعدة في خط المواجهات البرية لأول مرة عندما تقدمت قوات حكومية من «منفذ البقع» الحدودي مع السعودية ودخلت محافظة صعدة، وسيطرت على مطار البقع المحلي في مديرية كتاف والبقع.
في 8 أكتوبر 2016 وقع انفجار في مجلس عزاء في جنوب العاصمة صنعاء أدى إلی مقتل أكثر من 140 شخصا، وجرح 525 آخرين. وفي 20 أكتوبر بدأت الهدنة السادسة لمدة 72 ساعة في اليمن التي أعلنها المبعوث الأممي إلى اليمن إسماعيل ولد الشيخ أحمد.

## 2017
- في 23 كانون الثاني/يناير استولت القوات الموالية للرئيس هادي على ميناء المخا من الحوثيين الذين كانوا يُسيطرون عليه منذ نوفمبر 2014.[250]
- في 29 كانون الثاني/يناير اندلعت معركة يكلا بين الطرفين.
- في 18 نيسان/أبريل: قُتل 12 جنديا سعوديا خلال اشتباكات مع عناصر الحوثي.[251]
- في 23 أيار/مايو 2017 اندلعت هجوم الخثلة
- في 4 تشرين الثاني/نوفمبر أطلق الحوثيون صاروخ باليستي باتجاه مطار الملك خالد الدولي في الرياض بالمملكة العربية السعودية.[252] ادّعى الحوثي أن الصاروخ محلي الصنع ومن طراز آيتش-2 بينما أكدت قوات التحالف أن الصاروخ إيراني الصنع من طراز قيام-1.[253]
- في 28 تشرين الثاني/نوفمبر: اندلعت معركة صنعاء في العاصمة بين القوات الموالية لصالح والحوثيين.
- في 4 كانون الأول/ديسمبر انتهمت معركة صنعاء بعد أسبوع من القتال الضاري بين الطرفين.
- في 7 كانون الأول/ديسمبر: استرجعت قوات الرئيس هادي منطقة الخوخة على ساحل البحر الأحمر.[254]

## 2018
- في 28 كانون الثاني/يناير أعلن المجلس الانتقالي الجنوبي القبض على مقر الحكومة في عدن. عندئذ تحدث رئيس وزراء اليمن أحمد عبيد بن دغر عن «انقلاب» وطلب من المملكة العربية السعودية تقديم الدعم العسكري اللازم.[255][255][256][257][258][259][260][261][262][263][264][265]
- في 10 شباط/فبراير تمكنت جماعة أنصار الله من تدمير نظام دفاع جوي من طراز إم آي إم-104 باتريوت في المخا.[266]

- في 22 نيسان/أبريل شنت قوات التحالف عشرات الغارات الجوية على محافظة حجة.
- في 30 نيسان/أبريل استولت دولة الإمارات العربية المتحدة على جزيرة سقطرى.
- في 3 يونيو: تعرضت سفينة تابعة لبرنامج الأغذية العالمي لهجوم من قبل قارب حربي قبالة سواحل الحديدة بعد تسليم الإمدادات إلى المدينة.[267][268]
- في 13 يونيو اندلعت معركة الحديدة.
- في 3 يوليو قصفت الطائرات الحربية السعودية حفل زفاف في محافظة صعدة مما نجم عنه مقتل ثمانية أشخاص على الأقل.[269]
- في 6 يوليو تسببت غارة جوية لطائرة بدون طيار يُشتبه في أنها أمريكية في مقتل سبعة من مسلحي تنظيم القاعدة في محافظة شبوة.[270]
- في 25 يوليو هاجم الحوثيون ناقلتي نفط سعوديتين في البحر الأحمر مما دفع المملكة العربية السعودية إلى تعليق مؤقت لشحن النفط الخام عبر باب المندب.[271]

## خسائر المدنيين
خسائر المدنيين بسبب غارات التحالف:
| التاريخ            | مكان الغارة                  | القتلى                                     | المصدر                       |
| ------------------ | ---------------------------- | ------------------------------------------ | ---------------------------- |
| 26 مارس – 7 أبريل  | صنعاء                        | 88 مدنيين                                  | الأمم المتحدة                |
| 26 مارس – 23 أبريل | صنعاء                        | 209 شخص                                    | الأمم المتحدة                |
| 30 مارس            | حجة، مخيم المرزق             | 29 مدنيين                                  | الأمم المتحدة                |
| 31 مارس            | صعدة                         | 19 مدنيين                                  | الأمم المتحدة                |
| 31 مارس            | إب، يريم                     | 14 شخص (11 مدنيين)                         | منظمة العفو الدولية          |
| 31 مارس            | وادي ساه حضرموت              | 10 مدنيين                                  | مصدر محلي                    |
| 31 مارس            | محافظة الحديدة               | 31 مدني                                    | هيومن رايتس ووتش             |
| 7 أبريل            | ميتم، إب                     | 3 مدنيين                                   | مصدر محلي                    |
| 11 أبريل           | عمران                        | 4 مدنيين                                   | هيومن رايتس ووتش             |
| 12 أبريل           | تعز                          | 8 مدنيين                                   | مصدر محلي                    |
| 14 أبريل           | تعز                          | 10 مدنيين                                  | منظمة العفو الدولية          |
| 17 أبريل           | إب، يريم                     | 7 مدنيين                                   | مصدر محلي                    |
| 17 أبريل           | صنعاء                        | 8 مدنيين                                   | -                            |
| 18 أبريل           | صعدة                         | 1 مدني                                     | مصدر محلي                    |
| 19 – 29 أبريل      | حجة، حرض                     | 15 شخص                                     | الأمم المتحدة                |
| 20 أبريل           | صنعاء، فج عطان               | 90 شخصاً                                    | اللجنة الدولية للصليب الأحمر |
| 21 أبريل – 5 مايو  | عدن                          | 22 مدنيين                                  | الأمم المتحدة                |
| 21 أبريل           | إب                           | 20 شخص                                     | مصدر محلي                    |
| 21 أبريل           | حجة، حرض                     | 9 شخص                                      | مصدر محلي                    |
| 26 أبريل           | تعز، مستشفى الثورة           | 19 شخص                                     | الأمم المتحدة                |
| 27 أبريل           | عدن                          | 2 مدنيين                                   | مصدر محلي                    |
| 27–28 أبريل        | الحديدة، باجل                | 30 شخص                                     | الأمم المتحدة                |
| 28 أبريل           | حضرموت، باستير               | 40 لاجئ صومالي                             | مصدر محلي                    |
| 1 مايو             | صنعاء                        | 17 مدنيين                                  | الأمم المتحدة                |
| 6 مايو             | صنعاء                        | 20 شخص                                     | الأمم المتحدة                |
| 6 مايو             | صعدة، سحار                   | 34 شخصاً، بينهم على الأقل 27 مدني (14 طفلاً) | هيومن رايتس ووتش.            |
| 6 مايو             | ذمار                         | 11 شخصاً                                    | مصدر محلي                    |
| 9 مايو             | صعدة                         | 4 مدنيين                                   | الأمم المتحدة                |
| 11 مايو            | صنعاء                        | 69 مدنيين                                  | -                            |
| 12 مايو            | سجن عبس[ ؟ ]، حجة[ ؟ ]       | 25 مدني                                    | هيومن رايتس ووتش             |
| 12 مايو            | زبيد[ ؟ ]                    | 60 مدني                                    | هيومن رايتس ووتش             |
| 14 مايو            | صعدة                         | 9 أشخاص                                    | أسوشيتد برس                  |
| 21 مايو            | حجة                          | 5 مدنيين                                   | الأمم المتحدة                |
| 26 مايو            | صعدة                         | 7 مدنيين                                   | رويترز، مصدر محلي            |
| 26 مايو            | تعز                          | 8 مدنيين                                   | منظمة العفو الدولية          |
| 27 مايو            | صعدة ومناطق مختلفة في اليمن  | 80–100 شخصاً                                | رويترز                       |
| 4 يونيو            | أرجاء اليمن                  | 58 شخصاً                                    | رويترز                       |
| 6 يونيو            | أرجاء اليمن                  | 38 شخصاً                                    | رويترز                       |
| 7 يونيو            | صنعاء، التحرير               | 44 شخصاً (20 مدنيين)                        | فرانس برس                    |
| 12 يونيو           | صنعاء القديمة                | 6 أشخاص                                    | رويترز                       |
| 13 يونيو           | صنعاء، بيت معياد             | 9 أشخاص                                    | رويترز                       |
| 16 يونيو           | تعز                          | 5 مدنيين                                   | منظمة العفو الدولية          |
| 19 يونيو           | أرجاء اليمن                  | 10 مدنيين                                  | مصدر محلي                    |
| 21 يونيو           | أرجاء اليمن                  | 15 شخص                                     | بي بي سي                     |
| 30 يونيو           | صعدة                         | شخصين                                      | رويترز                       |
| 30 يونيو           | تعز                          | 4 مدنيين                                   | منظمة العفو الدولية          |
| 2 يوليو            | صنعاء                        | 8 أشخاص                                    | وكالة أنباء                  |
| 3 يوليو            | أرجاء اليمن                  | 16 شخص                                     | رويترز                       |
| 4 يوليو            | مثلث عاهم، حجة[ ؟ ]          | 65 مدني                                    | هيومن رايتس ووتش             |
| 6 يوليو            | أرجاء اليمن                  | 60 شخص                                     | رويترز                       |
| 6 يوليو            | أسواق عمران[ ؟ ]             | 29 مدني                                    | هيومن رايتس ووتش             |
| 6 يوليو            | لحج                          | 40 شخص                                     | رويترز                       |
| 7 يوليو            | لحج                          | 11 مدني                                    | منظمة العفو الدولية          |
| 9 يوليو            | لحج                          | 10 مدنيين                                  | منظمة العفو الدولية          |
| 12 يوليو           | سعوان، صنعاء                 | 23 مدني                                    | هيومن رايتس ووتش             |
| 12 يوليو           | 19 يوليو                     | يريم، محافظة إب                            | 16 مدني                      |
| 25 يوليو           | تعز، المخا                   | 65 - 120 مدني                              | أسوشيتد برس                  |
| 8 أغسطس            | الرضمة، محافظة إب            | 8 مدنيين                                   | هيومن رايتس ووتش             |
| 17 أغسطس           | إب، جبلة                     | 6 مدنيين                                   | رويترز                       |
| 17 أغسطس           | الجوف                        | 11 شخص                                     | رويترز                       |
| 19 أغسطس           | صنعاء                        | 15 مدني                                    | الأمم المتحدة                |
| 21 أغسطس           | تعز                          | 65 مدني                                    | أطباء بلا حدود               |
| 28 أغسطس           | إب                           | 10 أشخاص                                   | رويترز.                      |
| 30 أغسطس           | حجة                          | 14-36 مدني                                 | بي بي سي.                    |
| 30 أغسطس           | صنعاء                        | 4 مدنيين                                   | رويترز                       |
| 5 سبتمبر           | صنعاء                        | 27 مدني                                    | رويترز                       |
| 6 سبتمبر           | الجوف، اليتمة                | 30 قتيل و50 جريح                           | رويترز                       |
| 14 سبتمبر          | صنعاء                        | 10 أشخاص                                   | رويترز                       |
| 12 سبتمبر          | أرجاء اليمن                  | 16 مدني                                    | رويترز                       |
| 18 سبتمبر          | صنعاء القديمة                | 13 مدني                                    | هيومن رايتس ووتش             |
| 20 سبتمبر          | صعدة، منبه                   | 20 شخص                                     | رويترز                       |
| 21 سبتمبر          | حجة                          | 30 شخص و3 مدنيين                           | رويترز                       |
| 21 سبتمبر          | صنعاء                        | 20 مدني                                    | هيومن رايتس ووتش             |
| 23 سبتمبر          | صنعاء                        | 19 مدني                                    | هيومن رايتس ووتش             |
| 27 سبتمبر          | حجة[ ؟ ]                     | 30 مدني                                    | رويترز                       |
| 28 سبتمبر          | تعز، المخا                   | 131 مدني (حفل زفاف)                        | رويترز                       |
| 8 أكتوبر           | ذمار، سنبان                  | 25 - 50 قتيل (حفل زفاف)                    | رويترز                       |
| 24 أكتوبر          | الحديدة، جزيرتي عقبان وكدمان | 40 قتيل                                    | رويترز                       |
| 26 أكتوبر          | صنعاء، ضبوة                  | مدنيين                                     | هيومن رايتس ووتش             |

### 2016
| التاريخ   | مكان الغارة                    | القتلى                        | المصدر               |
| --------- | ------------------------------ | ----------------------------- | -------------------- |
| 10 يناير  | صعدة                           | 6 مدنيين                      | أطباء بلا حدود       |
| 13 يناير  | بلاد الروس، صنعاء              | 15 مدني                       | [ 334 ]              |
| 16 يناير  | صنعاء                          | 25 قتيل و20 جريح              | بي بي سي             |
| 27 فبراير | صنعاء                          | 40 مدني                       | رويترز               |
| 15 مارس   | حجة                            | +100                          | بي بي سي             |
| 13 أغسطس  | مدرسة في حيدان                 | 10 قتلي و28 جريحاً من الأطفال  | فرانس 24 روسيا اليوم |
| 15 أغسطس  | مستشفى في مدينة عبس            | 19 قتيلا و24 جريحاً من الأطفال | فرانس 24             |
| 20 سبتمبر | سيارة بحي الميدان بمدينة صنعاء | 15 قتيلا (12 طفلا و3 نساء)    | روسيا اليوم          |